# Lisie Stawki
Lisie Stawki (niem. Klein Petznik See) – trzy nieduże jeziora położone 0,5 km na północny zachód od wsi Kołowo (uroczysko Kołówko) w obrębie Wzgórz Bukowych, w gminie Stare Czarnowo, w powiecie gryfińskim, w województwie zachodniopomorskim.
Lisie Stawki pokryte są rzęsą, częściowo zarastające. W nazewnictwie niem. każde jeziorko miało własną nazwę; licząc kolejno od zachodu: 
- Klein Hanfpfuhls - Fenn (Małe Konopne Bagnisko-Trzęsawisko),
- Gross Hanfpfuls - Fenn (Duże Konopne Bagnisko-Trzęsawisko),
- Hanf Pfuhl (Konopne Bagnisko - der Hanf: konopie siewne).

Czwarte jeziorko zwane Lisim Bagienkiem leży w lesie w odległości ok. 50 m na zachód i jest całkowicie pokryte rzęsą.
W pobliżu przebiega  Szlak im. Bolesława Czwójdzińskiego.